# FC Suðuroy
FC Suðuroy, ein Zusammenschluss aus VB Vágur und SÍ Sumba, ist ein färöischer Fußballclub mit Sitz in Vágur auf der Insel Suðuroy.

## Geschichte
1994 belegte VB Vágur den ersten Platz in der zweiten Liga und fusionierte daraufhin mit dem Fünftplatzierten der zweiten Liga, SÍ Sumba, zum Sumba/VB. Im Jahr darauf trennten sich die Partner wieder. 2005 vereinten sich die beiden Vereine als VB/Sumba erneut, jedoch stand nach einem achten Platz 2006 der Abstieg im darauffolgenden Jahr als Tabellenletzter zu Buche.
Ende 2007 gab es Überlegungen, die Mannschaften der Insel Suðuroy zusammenzuschließen. Während die Mitglieder von TB Tvøroyri dagegen stimmten, entschieden sich die Mitglieder von Royn Hvalba dafür und waren seit November 2007 ebenfalls Bestandteil dieses Zusammenschlusses. 2009 nahmen sie jedoch wieder eigenständig am Spielbetrieb in der 3. Deild teil.
2009 erfolgte abermals der Aufstieg in die Vodafonedeildin (heute Betrideildin). Am 1. Januar 2010 wurde schließlich die Umbenennung in FC Suðuroy vollzogen. Im selben Jahr verpasste die Mannschaft in der ersten Liga den Klassenerhalt um einen Punkt und stieg daraufhin in die 1. Deild ab. Nach dem souveränen Sieg in dieser Klasse mit nur einer Niederlage spielte die Mannschaft 2012 wieder in der höchsten Spielklasse, musste diese jedoch erneut nach nur einem Jahr als Letztplatzierter wieder verlassen. 2014 glückte der erneute Aufstieg als Zweitplatzierter, nach einem neunten Platz spielte FC Suðuroy 2016 in der zweiten Liga.
Anfang 2017 schloss sich FC Suðuroy mit TB Tvøroyri und Royn Hvalba zum in der Betrideildin antretenden Verein TB/FC Suðuroy/Royn zusammen. Nach einem achten und siebten Platz wurde die Fusion wieder aufgelöst. Da die zweite Mannschaft von TB/FC Suðuroy/Royn 2018 den letzten Platz in der 1. Deild belegte, startet FC Suðuroy 2019 in der 2. Deild und scheiterte mit dem dritten Platz am Aufstieg. 2020 gelang als Zweitplatzierter der Aufstieg, nach einem neunten Platz in der 1. Deild befand sich der Verein 2022 wieder in der 2. Deild. Dort wurde zunächst der vierte Platz belegt, ein Jahr später gelang wiederum als Erstplatzierter der erneute Aufstieg.

## Trainer
- Bjarne Hansen (1995)
- John Christensen (2005)
- Dragan Kovacevic (2005)
- Ole Andersen (2006)
- Bjarni Johansen (2006)
- Finn Johannesen (2006)
- Predrag Prsic (2007)
- Jón Pauli Olsen (2008–2010)
- Pól F. Joensen (2011–2012)
- Tórður Holm (2012)
- Sasa Kolman (2012)
- Jón Johannesen (2013–2014)
- Jón Pauli Olsen (2014–2015)
- Palli Augustinussen &  Mamuka Toronjadze (2016)
- Sigfríður Clementsen (2019)
- Palli Augustinussen (2020–2022)
- Pól Thorsteinsson (2023–)

## Bekannte Spieler

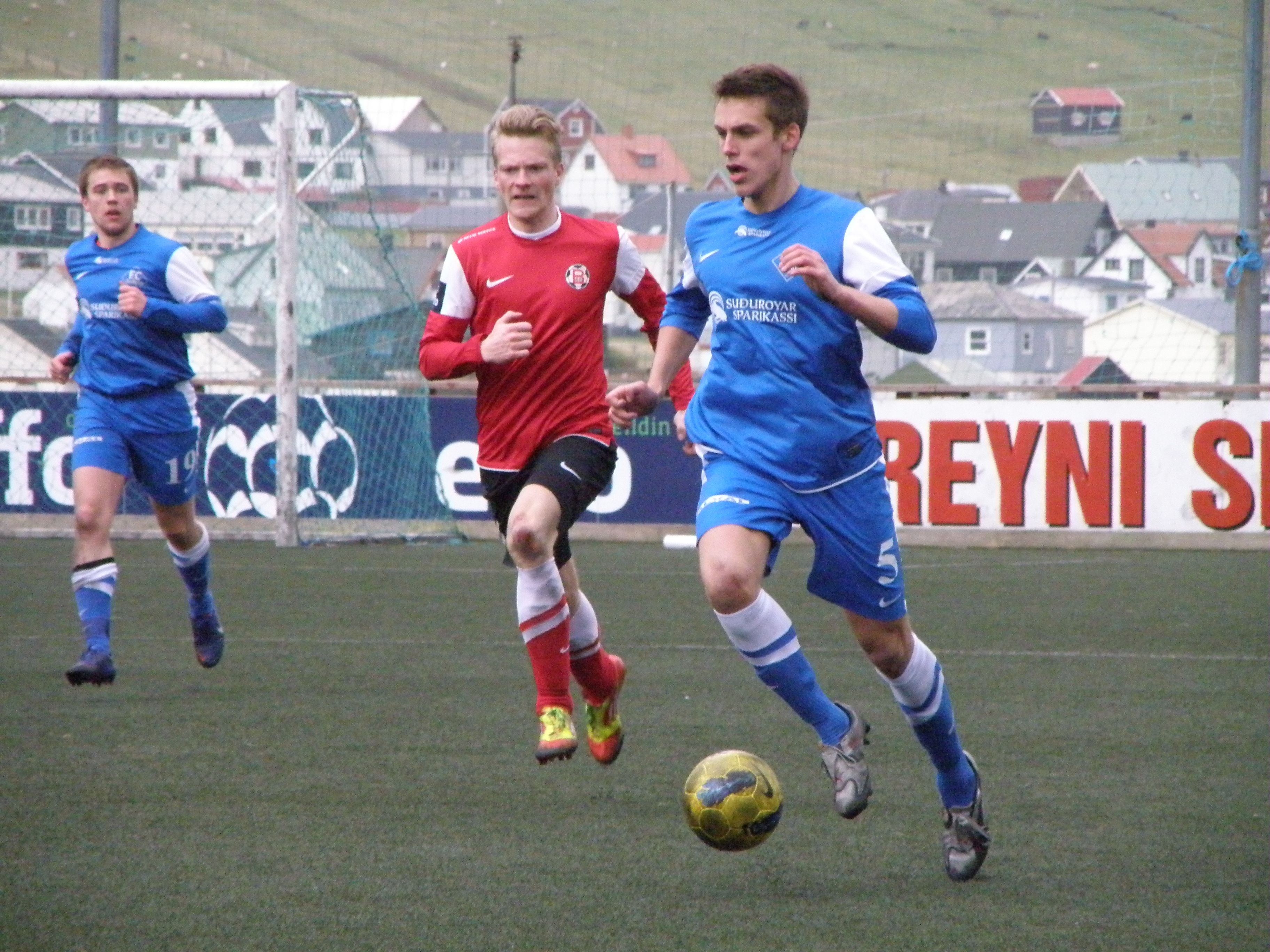
FC Suðuroy (blau) im Spiel gegen B68 Toftir (rot) 2012.

Aufgelistet sind alle Spieler, die mindestens zehn Spiele für die Nationalmannschaft absolviert haben.
- Símun Eiler Samuelsen (2005, 2015)
- Pól Thorsteinsson (1995, 2008–2014)

Rekordspieler der ersten Liga ist Jón Poulsen mit 133 Spielen. Poulsen erzielte mit 30 zudem die meisten Tore in der Betrideildin.

## Ligarekorde
- Beste Ligaplatzierung: 8. Platz (2005, 2006)
- Höchster Heimsieg: 5:1 gegen KÍ Klaksvík (25. Mai 2005), 5:1 gegen TB Tvøroyri (17. Juli 2005)
- Höchste Heimniederlage: 0:6 gegen ÍF Fuglafjørður (20. Mai 2012), 1:7 gegen KÍ Klaksvík (5. Juni 2006)
- Höchster Auswärtssieg: 4:1 gegen HB Tórshavn (12. September 2010), 3:0 gegen NSÍ Runavík (10. September 1995)
- Höchste Auswärtsniederlage: 0:6 gegen HB Tórshavn (17. Juni 2012), 1:7 gegen KÍ Klaksvík (6. Oktober 2012)
- Torreichstes Spiel: KÍ Klaksvík gegen VB/Sumba 6:3 (2. September 2007)
- Rekordtorschütze: Jón Krosslá Poulsen (56 Tore mit Stand Ende 2010)[3]
- Ewige Tabelle: 17. Platz

## Frauenfußball

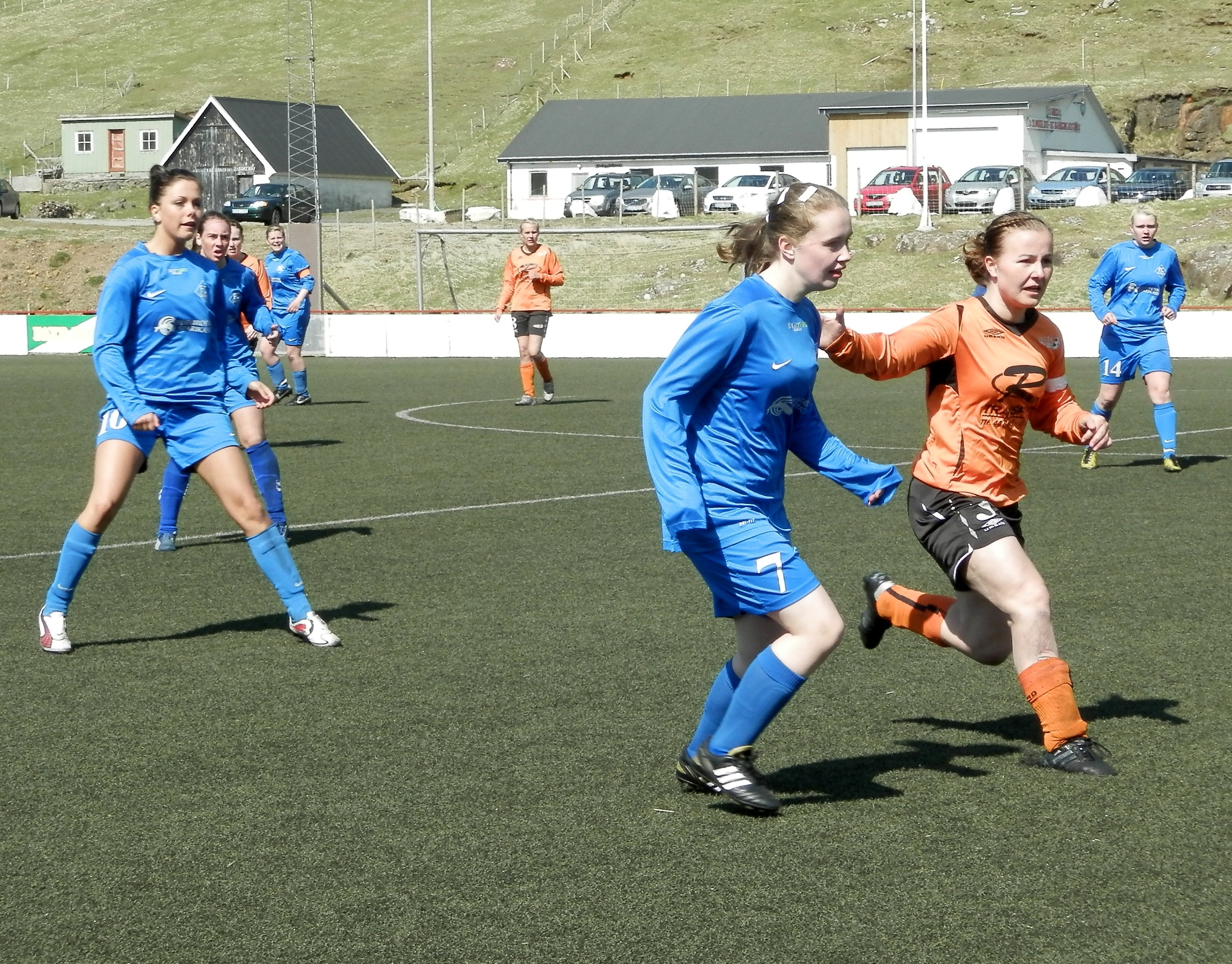
FC Suðuroy (blau) im Spiel gegen Skála ÍF (orange) 2012.

Das Frauenteam vom FC Suðuroy spielte zwei Mal als Sumba/VB beziehungsweise VB/Sumba in der Betrideildin, zudem stand die Mannschaft 1995 im Pokalfinale und unterlag hierbei B36 Tórshavn mit 1:2. 2009 wurde in der 2. Deild als Zweitplatzierter mit drei Punkten Abstand der Aufstieg nur knapp verpasst. Durch die Aufstockung der ersten Liga 2012 genügte ein vierter Platz in der Vorsaison zum abermaligen Aufstieg. In der höchsten Spielklasse gelang jedoch nur ein einziges Unentschieden, zu den letzten Spielen trat die Mannschaft nicht mehr an und zog sich nach der Saison in die zweite Liga zurück.

### Erfolge

#### Titel
- 1× Pokalfinalist: 1995 (als Sumba/VB)

#### Ligarekorde
- Beste Ligaplatzierung: 8. Platz (1995, 2008)
- Höchster Heimsieg: 7:0 gegen NSÍ Runavík (7. Oktober 1995)
- Höchste Heimniederlage: 0:9 gegen KÍ Klaksvík (4. Mai 2008), 0:9 gegen KÍ Klaksvík (24. August 2008)
- Höchster Auswärtssieg: 3:1 gegen ÍF Fuglafjørður (2. Juli 1995)
- Höchste Auswärtsniederlage: 0:26 gegen KÍ Klaksvík (5. April 2012)
- Torreichstes Spiel: KÍ Klaksvík gegen FC Suðuroy 26:0 (5. April 2012)
- Ewige Tabelle: 21. Platz